# Kinesisk perikon
Kinesisk perikon er en mindre halvkugleformet busk med store, gule blomster sidst på sommeren. Den er fuldt hårdfør og bruges ofte som prydbusk i haverne (især i form af sorten ’Hidcote’).

## Kendetegn
Kinesisk perikon (Hypericum hookerianum) er en mere eller mindre stedsegrøn busk med en opret og senere halvkugleformet vækst. Grenene er hårløse og glatte med cirkelrundt tværsnit. Barken er først lysegrøn med et blåligt duglag. Senere bliver den rødbrun, og til sidst kan den være næsten rent rød. Gamle grene får en bark, som er lyst gråbrun og svagt opsprækkende. Knopperne er modsat stillede, små og rødbrune. Bladene er ægformede med but spids og helrand. Begge sider er først blåduggede, men senere bliver oversiden græsgrøn, mens undersiden forbliver lyst gråblå. Blomstringen foregår i august-september, hvor man finder de store blomster enkeltvis eller få sammen, endestillet på skuddene. De enkelte blomster er 5-tallige og regelmæssige med guldgule kronblade. Frugten er en kapsel med rødbrune frø.
Kinesisk perikon bliver op til 1,75 m høj og omtrent lige så bred.
Rodsystemet består af fint forgrenede hoved- og birødder.

## Hjemsted
Kinesisk perikon er udbredt på det Indiske subkontinent (Bangladesh og Indien), i Himalaya (Tibet, Bhutan og Nepal), Myanmar, Thailand og Vietnam. Planten er forvildet i Californien. Alle steder foretrækker den krat, skrænter og skovbryn i 1.900-3.400 m højde.
I delstaten Uttarakhand, som ligger i det nordvestlige hjørne af Indien findes der alpine enge, som fastholdes i en træløs tilstand på grund af sæterdrift. Vejret er meget svingende: fra frost og tåge til haglvejr og storme. Planterne er udsat for kraftigt lys, høje vindhastigheder og lave ilt- og kuldioxidkoncentrationer. Det hele skifter ofte i løbet af én og samme dag. Temperaturerne svinger mellem et gennemsnit på 24 grader om sommeren til 3 grader om vinteren. Til gengæld kommer der megen nedbør, som falder i de to måneder, monsunen varer (juli og august). Madjordslaget er brunjord over en gulbrun råjord. 
Under disse vilkår vokser arten sammen med bl.a. 
Aconitum balfourii og Aconitum heterophyllum (arter af stormhat), afghansk snabelkalla, almindelig fennikel, almindelig guldstjerne, almindelig kommen, Anaphalis lineasis (en art af perlekurv). Androsace cordifolia og Androsace rotundifolia (arter af fjeldarve), Anemone obtusiloba og Anemone rivularis (arter af anemone), Angelica glauca (en art af angelik), Cynoglossum glochidiatum (en art af hundetunge), Dioscorea deltoidea (en art af yams), Echinops cornigerus (en art af tidselkugle), engkabbeleje, fjeldfrøstjerne, fjeldviol, Geranium nepalense og Geranium wallichianum (arter af nellikerod), himalayafodblad, himalayaindigo, Impatiens scarbida (en art af balsamin), indisk jordbær, indisk potentil, kugleprimula, kæmpesvingel, kærtepileurt, lappet blårør, 
Lilium polyphyllum (en art af lilje), nardusplante, nedliggende surkløver, prydrabarber, Ranunculus hirtellus (en art af ranunkel), Stachys emodi (en art af galtetand), stor kæmpestenbræk, strandmalurt, Swertia ciliata (en art af sumpstjerne), tregriflet hønsetarm, Valeriana jatamansi (en art af baldrian) og vellugtende gåsefod.

## Sorter
- Hypericum hookerianum 'Hidcote': mere vintergrøn end egentlig stedsegrøn under danske forhold, men ellers som beskrevet ovenfor

## Galleri
- Blade
- Blomster
- Frugt
- Vækstform